# Horch 22-25 PS e 18-22 PS
La Horch 22/25 PS e la Horch 18/22 PS sono due autovetture prodotte dal 1903 al 1909 dalla Casa automobilistica tedesca Horch.

## Storia e profilo
Nel 1902 August Horch volle allargare la gamma, fino a quel momento piuttosto ristretta, dei suoi modelli con un nuovo motore a quattro cilindri, visto che fino a quel momento il ventaglio dei modelli da lui proposti contava solo su motori ad uno o a due cilindri. Inizialmente pensò di accoppiare due motori bicilindrici già esistenti per realizzare l'inedito propulsore di maggiori dimensioni. In particolare, si avvalse di due motori inizialmente previsti per il modello 10/12 PS, ma ben presto si rese conto di alcune grosse difficoltà nella progettazione, tanto che decise di assumere l'ingegner Fritz Seidel, in maniera tale da avere un valido supporto nella progettazione. Fu il primo ingegnere assunto alla corte di August Horch. Fino a quel momento, quest'ultimo aveva fatto sempre tutto da solo. La collaborazione di Seidel alle dipendenze di Horch cominciò il 13 novembre del 1902 e già quattro mesi dopo, il 16 marzo del 1903, il primo prototipo fu portato su strada per i primi test. Il suo motore a 4 cilindri erogava una potenza compresa tra i 20 ed i 25 CV.

In quello stesso anno la vettura fu presentata a Lipsia e fu lanciata sul mercato: nacque così la 22/25 PS, equipaggiata appunto con un 4 cilindri da 3.770 cm³ con distribuzione di tipo IOE con asse a camme laterale, accensione a magnete, trasmissione a cardano con frizione a cono e con cambio a 4 marce. Disponibile con carrozzeria tonneau o phaeton, la vettura poggiava su di un telaio in lamiera con ruote in legno a raggi e sospensioni  a balestra. Il prezzo fissato fu di 16.000 marchi per la versione tonneau. Le prestazioni erano allineate a quelle della produzione automobilistica dell'epoca, con una velocità massima di 75 km/h.

All'inizio del 1904, la meccanica subì un'importante rivisitazione: venne adottato il più piccolo motore da 2722 cm³ della 14/17 PS, e così pure una nuova accensione a magnete e batteria anziché solamente a magnete, un nuovo carburatore con preriscaldamento ed un nuovo sistema di lubrificazione. La potenza massima scese solo leggermente, da 25 a 22 CV, così come la velocità massima che a questo punto si fermava a 70 km/h. In compenso, però, il prezzo di vendita divenne più contenuto, scendendo a 12.500 marchi, sempre per la versione tonneau. Inoltre, la vettura poteva essere ottenuta anche con passo maggiorato di ben 60.5 cm ed era caratterizzata da uno sterzo con piantone più inclinato per rendere più agevole la guida. Il nome del nuovo modello fu 18/22 PS.

Un'altra evoluzione si ebbe nel 1905 quando in Germania entrò in vigore il nuovo sistema di tassazione delle autovetture, basato sulla potenza fiscale che doveva essere dichiarata dal costruttore. Per questo motivo la Horch ed anche gli altri costruttori automobilistici presero ad includere la potenza fiscale nelle denominazioni dei loro modelli. La 18/22 PS non fece eccezione e da quel momento in poi fu ribattezzata 11/22 PS. Per quanto riguarda gli aggiornamenti, la vettura riprese grosso modo le soluzioni tecniche previste per la 18/22 PS. La maggior parte della fama della 11/22 PS derivò dal suo impiego nelle competizioni ed in particolare nella Prinz-Heinrich Fahrt, un nome con cui divenne nota la vettura stessa. Purtroppo la vettura ebbe uno scarso successo in gara e ciò costituirà il pretesto affinché i membri del consiglio di amministrazione della Horch costringessero August Horch alle dimissioni. La sua produzione terminò alla fine del 1909: a partire dall'anno seguente fu sostituita dalla Horch 10/25 PS.